# The Country Girl (película de 1982)
The Country Girl es un telefilme estadounidense del género drama de 1982, dirigido por Gary Halvorson y Michael Montel, escrito por Clifford Odets, en la producción estuvieron Lynn Klugman, Bob Rubin y Bill Siegler, el elenco está compuesto por Faye Dunaway, Dick Van Dyke, Ken Howard y George Coe, entre otros. Este largometraje fue producido por Bill Seigler Productions.

## Sinopsis
El cineasta, Bernie Dodd, contrata al exactor con problemas de alcoholismo, Frank Elgin, y comienza una complicada relación con la mujer de él, Georgia.